# Until Dawn
Until Dawn är ett survival horror-spel utvecklat av Supermassive Games och utgivet av Sony Computer Entertainment till Playstation 4. Det var ursprungligen planerat att släppas till Playstation 3 med stöd för Playstation Move, men i augusti 2014 spelet återinfördes spelet som ett Playstation 4-exklusivt spel. Det släpptes över hela världen i augusti 2015.
Until Dawn fick mestadels positiv mottagning från flera recensenter, och fick beröm för dess grafik, valmekanik, skräckelement, musik, röstskådespeleri och spelupplägg. Kritik riktades mot spelets berättelse,  kameravinklar, karaktärsrörelser och delvis linjära handling.
Under år 2025 kommer en filmatisering av spelet Until Dawn, i regi av svensken David F. Sandberg, att släppas för officiell biopremiär. Filmen, som bland annat har Ella Rubin, Michael Cimino och Peter Stormare i rollerna, är inspelad i Ungerns huvudstad Budapest, där den blev officiellt färdiginspelad i oktober 2024.

## Röstskådespelare
- Hayden Panettiere - Sam
- Rami Malek - Josh
- Brett Dalton - Mike
- Meaghan Martin - Jessica
- Nichole Bloom - Emily
- Jordan Fisher - Matt
- Galadriel Stineman - Ashley
- Noah Fleiss - Chris
- Ella Lentini - Hannah & Beth
- Peter Stormare - Dr. Hill
- Larry Fessenden - Flamethrower Guy